# 威聯通科技
威聯通科技，簡稱威聯通，英語譯名暨品牌名稱爲，為一間源自臺灣的跨國科技公司，2004年成立，總部位於新北市汐止區。公司专注于储存、网络及智能影音产品的创新，提供全面而先进的科技解决方案。

## 名稱緣由
威聯通的品牌名稱QNAP為「Quality Network Appliance Provider」（高品質網路設備製造商）的縮寫。

## 沿革
威聯通成立於2004年，其中由威達電（現威強電工業電腦）轉投資38%。

## 產品
威聯通主要製造並銷售網路附加儲存（NAS）裝置及視訊監控錄影系統，近年亦跨足儲存區域網路（SAN）及網路通訊設備市場，推出網路交換器及Wi-Fi路由器等相關產品。

### 儲存
QNAP製造並銷售各種網路附加儲存及儲存擴充設備，而隨著產品定位各異，亦搭載不同的作業系統。

#### QTS
QTS是入門款及中階款QNAP NAS所使用的作業系統，以Linux為基礎，採用ext4檔案系統。

#### QuTS hero
QuTS hero是中高階款QNAP NAS所使用的作業系統，以Linux為基礎，採用ZFS檔案系統。

#### QES
QES是企業級QNAP NAS所使用的作業系統，以FreeBSD為基礎，採用ZFS檔案系統。

#### QuTScloud
QuTScloud是QNAP發行的雲NAS軟體，將其QTS作業系統的功能以虛擬機器進行部署。

### 網通
QNAP於2018年初次推出網路交換器產品QSW-1208-8C，後續亦生產並販賣多種不同規格的交換器及Wi-Fi路由器。

#### QuRouter
QuRouter是QNAP的Wi-Fi路由器韌體。

#### QSS
QNAP生產之網管型網路交換器均使用QSS作為韌體名稱。QSS支援的L2網管功能包括鏈路聚合、QoS及RSTP等。

## 獎項
2018
獲得2018 台北國際電腦展覽會 Best Choice Award 
2016
- 獲得2016 台北國際電腦展覽會 Best Choice Award [7]

2014
- 獲得ISO 27001:2013 資訊安全管理系統驗證,[8]
- 獲得2014 iF產品設計獎[9]

## 外部連結
- 官方网站
- YouTube上的威聯通科技頻道
- QNAP部落格 （页面存档备份，存于）